# المدرسة الوطنية للعلوم التطبيقية بالحسيمة
المدرسة الوطنية للعلوم التطبيقية بالحسيمة ENSAH مدرسة عمومية تابعة لجامعة عبد المالك السعدي تطوان، و عضو في شبكة المدارس الوطنية للعلوم التطبيقية بالمغرب، افتتحت أبوابها لأول مرة سنة 2009، يتميز التكوين بها بتطبيق نظام بيداغوجي قائم على وحدات دراسية تنظم خلال فصول دراسية سداسية وبالانفتاح على الوسط الصناعي والاقتصادي. تستغرق مدة الدراسة في المدرسة خمسة سنوات بالنسبة لحاملي البكالورية، يحرز الطالب بعدها دبلوم مهندس دولة.

## شروط الترشيح
يشترط في المرشح لولوج السنة الأولى بالمدارس الوطنية للعلوم التطبيقية أن يكون مسجلا بالسنة النهائية من سلك البكالوريا في شعبة العلوم الرياضية أو العلوم التجريبية أو العلوم والتكنولوجيات. أو ان يكون حاصلا على شهادة البكالوريا في الشعب العلمية أو التقنية والتكنولوجيا.

## مباراة الولوج
- الانتقاء التمهيدي بناء على النقط المحصل عليها في امتحانات البكالوريا.
- اختبار كتابي على شكل استمارة متعددة الاختيارات (QCM) والذي ينظم بالنسبة للمرشحين المقبولين في الانتقاء.

## التكوينات المتوفرة
تستغرق الدراسة بالمدارس الوطنية للعلوم التطبيقية خمس سنوات ( 10 فصول ) تتوج بإحراز الطالب على دبلوم مهندس الدولة، وينظم التكوين في سلكين متتالين.
- السلك التحضيري المدمج : تستغرق به الدراسة مدة سنتين (4 فصول ) بعد البكالوريا ويرتكز التكوين خلالها على المجال العلمي الأساسي وتقنيات التعبير والتواصل والإعلاميات
- سلك المهندسين: و تستغرق الدراسة به ثلاث سنوات ( 6 فصول ) بعد السلك التحضيري المدمج ويرتكز التكوين بالإضافة إلى المجال العلمي والتقني الأساسي على تلقين مجموعة من المعارف والكافيات المتعلقة بتدبير المشاريع وتدبير المقاولات واللغات والإعلام والتواصل

تتوفر المدرسة الوطنية للعلوم التطبيقية بالحسيمة على التكوينات التالية :
| اسم الديبلوم        | النوع      | مدة التكوين |
| ------------------- | ---------- | ----------- |
| الهندسة المعلوماتية | مهندس دولة | 5 سنوات     |
| هندسة البيئة        | مهندس دولة | 5 سنوات     |
| هندسة المدنية       | مهندس دولة | 5 سنوات     |

## وصلات خارجية
- (بالفرنسية) موقع المدرسة الوطنية للعلوم التطبيقية